# Michael Maor
Michael Maor, Geburtsname Horst Michael Gert Sternschein (geboren am 25. Februar 1933 in Halberstadt; gestorben am 25. Juni 2019 in Modiʿin), war ein deutsch-israelischer Fotograf und israelischer Geheimdienstagent, der Aktenstücke für den Eichmann-Prozess abfotografierte.

## Leben
Michael Sternscheins Vater floh als Jude nach der Machtübergabe an die Nationalsozialisten 1933 nach Spanien, seine Mutter wurde 1936 aus dem Deutschen Reich ausgewiesen. Er wuchs bei den Großeltern Moritz und Rosa Schubach in Beuel auf und besuchte 1939 die erste Klasse einer für die Juden zwangsweise eingerichteten Schule, als seine Eltern ihn nach Jugoslawien holen ließen. Die Familie wurde von der antisemitischen Regierung Jugoslawiens in Derventa ghettoisiert. Nach der deutschen Eroberung Jugoslawiens 1941 ging sie in den italienisch kontrollierten Teil nach Split und wurde im italienischen KZ Kampor auf der Insel Rab inhaftiert. Nach der italienischen Kapitulation 1943 konnte sie nach Topusko entkommen, wo die Eltern 1944 auf Seiten der jugoslawischen Partisanen umkamen.
Als Waise geriet Sternschein 1945 in ein Lager der Jüdischen Brigade in der Nähe Roms, die im Juli 1945 seine Überfahrt von Neapel nach Palästina organisierte. Im Kibbuz Mizra wurde er adoptiert. Michael Maor wurde Soldat der israelischen Armee, ging zu den Fallschirmjägern und wurde vom Mossad angeworben. Er war 1956 im Sinai-Krieg eingesetzt. Ab 1958 studierte Maor in Köln Fotografie. Nebenher arbeitete er für die Israel-Mission in Köln. Deren Leiter Felix Schinnar hielt in der Fahndung nach Adolf Eichmann engen Kontakt zum hessischen Generalstaatsanwalt Fritz Bauer. So kam Maor zu zwei ungewöhnlichen Einsätzen, bei denen er im Frühjahr 1960 im Auftrag des Mossad in das Büro Bauers in Frankfurt mit einem Nachschlüssel eindrang und dort Bauers Ermittlungsakten über Eichmann abfotografierte. Diese wurden für die Legitimität der Entführung Eichmanns und die Anklageerhebung benötigt.
Um seine Agententätigkeit in Deutschland verlängern zu können, arbeitete er nach dem Studienabschluss noch ein Jahr für eine Kölner Fotoagentur. 1962 kehrte er nach Israel zurück und arbeitete wieder als Offizier in der israelischen Armee und der israelischen Grenzpolizei, deren Sicherheitsdienst er organisierte. Er führte Kommandounternehmen und war 1967 im Sechstagekrieg und 1973 im Jom-Kippur-Krieg eingesetzt. Maor vertrat Israel in der deutschsprachigen Sektion der International Police Association.
1966 begleitete Maor als Pressefotograf den Altkanzler Konrad Adenauer bei dessen Reise durch Israel und fotografierte das Zusammentreffen mit David Ben Gurion.
Maor wurde nach seiner Pensionierung als Holocaustüberlebender und Zeitzeuge nach Deutschland eingeladen.